# Jacob Tilbusscher (onderwijzer)
Jacob Tilbusscher K.J.zn. (Rottum, 21 september 1876 - Groningen, 14 november 1958) was een Gronings onderwijzer, die vooral bekend was om zijn artikelen over de geschiedenis van Groningen. Hij hanteerde het pseudoniem T.

## Biografie
Jacob Tilbusscher werd geboren in Rottum als zoon van Klaas Jans Tilbusscher (vandaar K.J.zn.) en Jantje van der Ploeg. Zijn ouders hadden een timmerbedrijf, een café en een kruidenierszaak. Na zijn lagere school volgde Tilbusscher een opleiding tot onderwijzer aan de Normaalschool van Warffum. In 1897 werd hij onderwijzer in Lutjegast, in 1899 in Blijham en van 1904 tot zijn pensionering in 1935 gaf hij les aan diverse scholen in Groningen, waarvan ook enkele jaren als schooldirecteur. Van 1923 tot 1956 was hij actief als secretaris voor de Derde Commissie tot Wering van Schoolverzuim in de Stad.
Tilbusscher trouwde in 1904 met zijn jeugdvriendin Afina Ebbina Bulthuis uit Kantens. Het stel kreeg twee dochters; Jantje Everdina Afina en Jeanne Jacoba Tilbusscher, die beiden op latere leeftijd trouwden, maar kinderloos overleden. In 1958 overleed Tilbusscher op 82-jarige leeftijd in Groningen en werd begraven in Kantens, net als zijn vrouw 6 jaar later.

## Werk
Tilbusscher hield van zijn provincie en schreef er vele artikelen over. Aanvankelijk vooral over de aardrijkskunde, natuur, volksgebruiken en volksverhalen en de Groninger taal, maar later vooral over de regionale historie. Met name de 'lessen in dorpshistorie' lagen hem aan het hart. In 1916 werd hij hoofdredacteur van het nieuw opgerichte maandblad Groningen: tijdschrift voor de Volkstaal, Geschiedenis, Volksleven etc., waarmee hij een van de aanjagers van de 'Groninger Beweging' was. Twee jaar later ging dit goed verkochte blad op in het Maandblad Groningen, waarbij Tilbusscher een belangrijke redacteur bleef.
In 1921 startte het Nieuwsblad van het Noorden het literaire bijblad Ter Verpoozing, waarvan Tilbusscher de belangrijkste redacteur was. Hij ondertekende de artikelen in Ter Verpoozing altijd met zijn initiaal T. Van Ter Verpoozing verschenen tot 1942 meer dan 800 uitgaven over de geschiedenis van dorpen en andere historische zaken uit de provincie. Was het blad Groningen nog vooral gericht op een selecte doelgroep; met Ter Verpoozing kreeg ook de 'gewone man' de mogelijkheid om in aanraking te komen met de geschiedenis van Groningen. Volgens Aalders zorgde dit bij "duizenden Noordelingen [voor] een groeiende belangstelling voor eigen erfgoed" en werden zijn artikelen "veelvuldig uitgeknipt, trouw bewaard en/of doorgegeven aan familie en buren". Ook publiceerde hij in het Groninger Landbouwblad.
Tussen 1946 en 1957 presenteerde hij de vaste rubriek Veur n vroag is n wait in het radioprogramma Grunneger Oetzenden op de Regionale Omroep Noord, waarin hij in het Gronings sprak over het Groninger verleden en vragen van luisteraars beantwoordde. 'Meester Tilbusscher' was destijds een bekende Groninger.

## Erkenning
Tilbusscher was een gewaardeerd tijdgenoot en bron van inspiratie voor onder andere Kornelis ter Laan, (dorpsgenoot) Jan Boer en Adolf Pathuis. Ter Laan gaf al in 1924 aan dat hij het liefst een verzamelbundel had gezien van het "fiene en mooie wark" van Tilbusscher en gaf bij zijn overlijden in 1958 aan dat zijn artikelen de beste waren die ooit in de krant verschenen waren en dat "als het Groninger volk dat naar waarde op prijs stelde" het wat hem betreft als boek zou moeten worden uitgegeven. De enige erkenning die Tilbusscher echter kreeg was in 1967, toen de gemeente Kantens een straat in zijn geboortedorp Rottum 'Jacob Tilbusscherweg' vernoemde.